# Gerhard von Scharnhorst
Gerhard Johann David von Scharnhorst (12. listopadu 1755 Bordenau – 28. června 1813 Praha) byl pruský generál, náčelník pruského generálního štábu. Proslul svými spisy, reformami pruské armády a svým vedením armády za napoleonských válek.
Narodil se v Bordenau poblíž Hannoveru v rodině farmáře. Byl přijat do vojenské akademie Wilhelmstein a v roce 1778 byl pověřen velením v hannoverských službách. Přitom se vzdělával a psal literaturu. V roce 1783 byl převelen k dělostřelectvu a jmenován na novou dělostřeleckou školu v Hannoveru. Založil vojenský časopis, který pod různými názvy vycházel do roku 1805.
V roce 1795, po basilejském míru, se vrátil do Hannoveru. Byl touto dobou dobře znám v armádách spojeneckých států a od několika z nich dostal pozvání, aby v nich sloužil. Protože jeho návrhy na reformu hannoverské armády neuspěly, vstoupil do služeb pruského panovníka. S ním se účastnil obrany Pruska proti Napoleonovi. Po sérii porážek ho pruský král Fridrich Vilém III. jmenoval do čela komise, která měla navrhnout reorganizaci ozbrojených sil. Důležitými změnami bylo vytvoření relativně malé, ale stálé armády fungující současně s domobranou, omezení do té doby běžných tělesných trestů a potlačení sociálního původu při povyšování důstojníků.
Počátkem května 1813 byl raněn do kolene v bitvě u Lützenu. Zemřel na následky zranění v témže roce v Praze, cestou na jednání o rakouské vojenské pomoci.